# Cyril Domoraud
Depri Cyrille Leandre Domoraud (Lakota, 22 de julho de 1971) é um ex-futebolista marfinense. É o irmão mais velho dos também jogadores Jean-Jacques e Gilles Domoraud.

## Carreira
Domoraud, que mudou-se ainda na juventude para a França, jogou profissionalmente entre 1992 e 2008. Seu melhor momento foi nas passagens por Bordeaux (formou dupla com Laurent Blanc, campeão mundial pela Seleção Francesa em 1998) e Olympique de Marseille, no período entre 1996 e 1999. Atuou ainda por Créteil-Lusitanos, Red Star Saint-Ouen, Bastia e Monaco (ambos por empréstimo).
O zagueiro jogou ainda por Internazionale e Espanyol antes de voltar ao seu país natal em 2007, logo após a segunda passage pelo Créteil, jogando por Stella Club e Africa Sports, onde se aposentou aos 36 anos, em 2008. Ele ainda chegou a integrar o elenco do Milan entre 2001 e 2004, mas nunca disputou um jogo oficial pelos rossoneri.

## Seleção Marfinense
Embora possua cidadania francesa, Domoraud optou em jogar pela Seleção Marfinense, pela qual estreou em 1995.
Pelos Elefantes, foram 51 partidas disputadas e nenhum gol marcado. Participou de quatro edições da Copa Africana de Nações, além da Copa de 2006. Nesta última, foi o atleta mais velho do elenco (34 anos), mas sua experiência não foi suficiente para conquistar uma vaga de titular.
O técnico Henri Michel o escalou apenas contra Sérvia e Montenegro, que, assim como a Costa do Marfim, amargou a eliminação na fase de grupos. A atuação do zagueiro, que fez sua despedida internacional neste jogo, foi ruim: cometeu duas faltas e levou cartão vermelho aos 46 minutos do segundo tempo.